# Cathy Jensen Simon
Cathy Jensen Simon es una arquitecta estadounidense. Es conocida por su reutilización adaptada y proyectos de diseño urbano, muchos de los cuales son en el área de la Bahía en San Francisco. Actualmente es Directora de Diseño en Perkins and Will . Fue una  de las cinco socias fundadoras de la influyente empresa femenina SMWM (Simon Martin-Vegue Winkelstein Moris), basada en San Francisco. Ella y Martin-Vengue han pasado más de 18 años "construyendo una de las empresas a nivel nacional más grandes fundada por mujeres." Ha trabajado en proyectos importantes que incluyen la conversión del edificio de Transbordador de San Francisco, la Biblioteca Pública de San Francisco, la renovación de PG&E con sede en San Francisco, y el Conservatorio de Música de San Francisco.

## Proyectos significativos
- Conservaciones y restauración del Edificio de Transbordador de San Francisco (SMWM)
- Conservatorio de Música de San Francisco (SMWM)
- Biblioteca Pública de San Francisco (SMWM y Pei Cobb Liberó & Socios)[8]
- Gimnasio conmemorativo Hearst en la Universidad de Berkeley de California (SMWM)
- Oceanside Planta de Control de Contaminación de agua (SMWM)[9]
- El Metreon, un complejo de entretenimiento y compra en San Francisco en Jardines Yerba Buena (SMWM y Handel Arquitectos)[10]
- Planes maestros para Stanford, Harvard, Brown, y NYU (SMWM)[11]
- Campus Heinz Y Lilo Bertelsmann , Universidad de Bardo, Annandale-encima-Hudson, Nueva York (SMWM)[12]
- Franklin W. Olin, Edificio de humanidades, Universidad de Bardo, Annandale-encima-Hudson, Nueva York (SMWM y Wank Adams Slavin)[13]
- Academia de Marines que Centro de Arte y Casa de Campo, San Rafael, California (SMWM)
- 140 Nuevo Montgomery (Perkins + Will)[14]
- Centro de Descubrimiento del primate, Zoológico de San Francisco (Marquis Associates)[15]

## Premios
- Premio American Institute of Steel Construction por  Excelencia del Centro de Descubrimiento del Primate, 1985[16]
- Premio de Diseño/ Restauración y Rehabilitación del Edificio de Transbordador de San Francisco, American Institute of Architect's San Francisco Design Awards, 2004[17]
- Premio EDRA/Places por Diseño del Edificio de Transbordador del San Francisco, 2007[18]

## Educación
Simon es un licenciada de Wellesley College y Universidad de Harvard de Diseño.